# Omloop Het Nieuwsblad 2022
La 77.ª edición de la clásica ciclista Omloop Het Nieuwsblad fue una carrera en Bélgica que se celebró el 26 de febrero de 2022. La carrera da comienzo a la temporada de clásicas de pavé sobre un recorrido de 204,2 kilómetros con inicio en la ciudad de Gante y final en el municipio de Ninove.
La carrera formó parte del UCI WorldTour 2022, calendario ciclístico de máximo nivel mundial, siendo la segunda carrera de dicho circuito y fue ganada por el belga Wout van Aert del Jumbo-Visma. Completaron el podio, como segundo y tercer clasificado respectivamente, el italiano Sonny Colbrelli del Bahrain Victorious y el también belga Greg Van Avermaet del AG2R Citroën.

## Equipos participantes
Tomaron parte en la carrera 25 equipos: 18 de categoría UCI WorldTeam y 7 de categoría UCI ProTeam. Formaron así un pelotón de 171 ciclistas de los que acabaron 124. Los equipos participantes fueron:
| WorldTeams (18)- AG2R Citroën Team - Astana Qazaqstan Team - Bahrain Victorious - Bora-Hansgrohe - Cofidis - EF Education-EasyPost - Groupama-FDJ - Ineos Grenadiers - Intermarché-Wanty-Gobert Matériaux - Israel-Premier Tech - Jumbo-Visma - Lotto-Soudal - Movistar Team - Quick-Step Alpha Vinyl - BikeExchange-Jayco - Team DSM - Trek-Segafredo - UAE Team Emirates ProTeams (7)- Sport Vlaanderen-Baloise - Bingoal Pauwels Sauces WB - Alpecin-Fenix - TotalEnergies - B&B Hotels-KTM - Uno-X Pro Cycling Team - Arkéa-Samsic |
| |

## Clasificación final
- La clasificación finalizó de la siguiente forma:[2]

### Clasificación general
| \| Clasificación general \| Clasificación general \| Clasificación general \| Clasificación general \| Clasificación general \| \| Ciclista \| Ciclista \| Equipo \| Tiempo \| \| \| --------------------- \| --------------------- \| ---------------------------------- \| --------------------- \| --------------------- \| \| 1.º \| Wout van Aert \| Jumbo-Visma \| 4 h 50 min 26 s \| \| \| 2.º \| Sonny Colbrelli \| Bahrain Victorious \| + 22 s \| \| \| 3.º \| Greg Van Avermaet \| AG2R Citroën Team \| + 22 s \| \| \| 4.º \| Oliver Naesen \| AG2R Citroën Team \| + 22 s \| \| \| 5.º \| Victor Campenaerts \| Lotto-Soudal \| + 22 s \| \| \| 6.º \| Rasmus Tiller \| Uno-X Pro Cycling Team \| + 22 s \| \| \| 7.º \| Matteo Trentin \| UAE Team Emirates \| + 22 s \| \| \| 8.º \| Andrea Pasqualon \| Intermarché-Wanty-Gobert Matériaux \| + 22 s \| \| \| 9.º \| Florian Sénéchal \| Quick-Step Alpha Vinyl \| + 22 s \| \| \| 10.º \| Jasper Stuyven \| Trek-Segafredo \| + 22 s \| \| |                    |                                    |                 |
| |                    |                                    |                 |
| Fuente: ProCyclingStats |                    |                                    |                 |
| Clasificación general |                    |                                    |                 |
| Ciclista | Ciclista           | Equipo                             | Tiempo          |
| 1.º | Wout van Aert      | Jumbo-Visma                        | 4 h 50 min 26 s |
| 2.º | Sonny Colbrelli    | Bahrain Victorious                 | + 22 s          |
| 3.º | Greg Van Avermaet  | AG2R Citroën Team                  | + 22 s          |
| 4.º | Oliver Naesen      | AG2R Citroën Team                  | + 22 s          |
| 5.º | Victor Campenaerts | Lotto-Soudal                       | + 22 s          |
| 6.º | Rasmus Tiller      | Uno-X Pro Cycling Team             | + 22 s          |
| 7.º | Matteo Trentin     | UAE Team Emirates                  | + 22 s          |
| 8.º | Andrea Pasqualon   | Intermarché-Wanty-Gobert Matériaux | + 22 s          |
| 9.º | Florian Sénéchal   | Quick-Step Alpha Vinyl             | + 22 s          |
| 10.º | Jasper Stuyven     | Trek-Segafredo                     | + 22 s          |

## Ciclistas participantes y posiciones finales
Convenciones:
- AB: Abandono
- FLT: Retiro por llegada fuera del límite de tiempo
- NTS: No tomó la salida
- DES: Descalificado o expulsado

## UCI World Ranking
El Omloop Het Nieuwsblad otorgó puntos para el UCI World Ranking para corredores de los equipos en las categorías UCI WorldTeam, UCI ProTeam y Continental. Las siguientes tablas son el baremo de puntuación y los diez corredores que obtuvieron más puntos:
| Posición   | 1.º | 2.º | 3.º | 4.º | 5.º | 6.º | 7.º | 8.º | 9.º | 10.º | 11.º | 12.º | 13.º | 14.º | 15.º-20.º | 21.º-30.º | 31.º-50.º | 51.º-55.º | 56.º-60.º |
| Puntuación | 300 | 250 | 215 | 175 | 120 | 115 | 95  | 75  | 60  | 50   | 40   | 35   | 30   | 25   | 20        | 12        | 5         | 2         | 1         |

| Clasificación |                    |                                    |        |
| Posición      | Ciclista           | Equipo                             | Puntos |
| ------------- | ------------------ | ---------------------------------- | ------ |
| 1.º           | Wout van Aert      | Jumbo-Visma                        | 300    |
| 2.º           | Sonny Colbrelli    | Bahrain Victorious                 | 250    |
| 3.º           | Greg Van Avermaet  | AG2R Citroën                       | 215    |
| 4.º           | Oliver Naesen      | AG2R Citroën                       | 175    |
| 5.º           | Victor Campenaerts | Lotto Soudal                       | 120    |
| 6.º           | Rasmus Tiller      | Uno-X                              | 115    |
| 7.º           | Matteo Trentin     | UAE Emirates                       | 95     |
| 8.º           | Andrea Pasqualon   | Intermarché-Wanty-Gobert Matériaux | 75     |
| 9.º           | Florian Sénéchal   | Quick-Step Alpha Vinyl             | 60     |
| 10.º          | Jasper Stuyven     | Trek-Segafredo                     | 50     |